# Liste d'écrivains vietnamiens
Cette liste chronologique d'écrivains vietnamiens vise à devenir la liste la plus complète possible des écrivains vietnamiens reconnus.

## 1000
- Lý Thường Kiệt (1019-1105)

## 1200
- Trần Hưng Đạo (1228-1300)
- Lê Văn Hưu (en) (1230-1322)
- Nguyễn Thuyên (en) (vers 1250)
- Trần Thánh Tông (1240-1290)
- Phạm Ngũ Lão (en) (1255-1320)
- Trần Nhân Tông (1258-1308)
- Chu Văn An (1292-1370)

## 1300
- Lý Tế Xuyên (en) (vers 1400)
- Nguyên Trai (1380-1442)

## 1700
- Đặng Trần Côn (1705-1745), Chinh phụ ngâm (Complainte de la femme du soldat)
- Lê Quý Đôn (1726-1784)
- Nguyễn Du (1766-1820), poète
- Hồ Xuân Hương (1772-1822), poétesse
- Nguyễn Công Trứ (1778-1858), poète

## 1800
- Bà Huyện Thanh Quan (en) (1805-1848), poétesse
- Cao Bá Quát (en) (1809-1855)
- Nguyễn Phúc Miên Thẩm (en) (1819-1870)
- Nguyễn Phúc Miên Bửu (en) (1820-1854)
- Nguyễn Phúc Miên Trinh (en) (1820-1897)
- Nguyễn Đình Chiểu (en) (1822-1888)
- Nguyen Xuan On (en) (1825-1899)
- Nguyễn Thị Bích (en) (1830-1909), poétesse
- Nguyễn Phúc Hồng Y (en) (1833-1877)
- Trần Bích San (en) (1840-1877)

## 1850
- Chu Mạnh Trinh (en) (1862-1905)
- Trần Tế Xương (en) (1870-1907), poète
- Phan Khôi (en) (1887-1959), poète et leader intellectuel
- Tản Đà (en) (1889-1939), poète
- Hô Chi Minh (1890-1969), homme politique et poète
- Huỳnh Thị Bảo Hòa (1896-1982),  romancière et journaliste
- Vũ Đình Long (en) (1896-1960), dramaturge
- Vi Huyền Đắc (en) (1899-1976), dramaturge

## 1900
- Vân Đài (en) (1903-1964), poétesse
- Nam Xương (en) (1905-1958), dramaturge
- Đông Hồ (poet) (en) (1906-1969), poète
- Hải Triều (en) (1908-1954), journaliste, théoricien, critique littéraire et poète
- Nguyễn Thị Kiêm, (1914-2005) poète

## 1910
- Vũ Trọng Phụng (1912-1939), écrivain et poète
- Hàn Mặc Tử (1912-1940), poète
- Nguyễn Huy Tưởng (en) (1912-1960), écrivain et dramaturge
- Lưu Trọng Lư (en) (1912-1990), écrivain, poète et dramaturge
- Hoang Van Chi (en) (1913-1988), écrivain politique
- Học Phi (en) (1913-2014), dramaturge et scénariste
- Mộng Tuyết (en) (1914-2007), poétesse
- Xuân Diệu (1916-1985), poète
- Phạm Huy Thông (en) (1916-1988), universitaire, poète, archéologue, etc
- Thụy An (en) (1916-1989), poétesse
- Hữu Loan (en) (1916-2010), poète
- Nguyễn Bính (en) (1918-1966), poète
- Cù Huy Cận (1919-2005), poète et homme politique

## 1920
- Chế Lan Viên (en) (1920-1989), poète
- Tố Hữu (en) (1920-2002), poète
- Quang Dũng (1921-1988), poète
- Anh Thơ (en) (1921-2005), poète
- Hoàng Châu Ký (en) (1921-2008), dramaturge
- Tạ Tỵ (en) (1922-2004), peintre et poète
- Hoàng Cầm (poet) (en) (1922-2010), poète, dramaturge et romancier
- Thích Thanh Từ (en) (1924-), moine bouddhiste
- Đinh Xuân Tửu (en) (1925-1996), poète
- Trần Dần (en) (1926-1997), poète et romancier
- Thích Nhất Hạnh (1926-), moine bouddhiste zen et écrivain
- Zheng Wenguang (1929-2003), écrivain chinois de science-fiction, né au Vietnam
- Lê Đạt (en) (1929-2008), poète

## 1930
- Thanh Hải (en) (1930-1980), poète
- Nguyễn Khải (en) (1930-2008), écrivain
- Lê Xuân Nhuận (en) (1930-, USA), poète
- Phùng Quán (en) (1932-1995), poète et romancier
- Nguyễn Tiến Hưng (en) (1935-), économiste
- Ma Văn Kháng (en) (1936-), écrivain
- Vo Van Ai (en) (1938-, Paris), journaliste et activiste des droits humains
- Nguyễn Chí Thiện (1939-2012), poète et longtemps prisonnier politique
- Nhã Ca (1939-, USA), poétesse, nouvelliste et romancière

## 1940
- Lê Anh Xuân (en) (1940-1968), poète
- Trần Vàng Sao (en) (1942-), poète
- Xuân Quỳnh (1942-1988), poétesse
- Nguyễn Khoa Điềm (en) (1943-), poète
- Ý Nhi (en) (1944-), poétesse
- Lâm Quang Mỹ (1944-, Pologne), docteur en physique et poète, s'exprimant en vietnamien et en polonais
- Thanh Thảo (poet) (en) (1946-), journaliste et poète
- Lưu Quang Vũ (en) (1947-1988), dramaturge et poète
- Dương Thu Hương (1947-), romancière et dissidente
- Hoàng Minh Tường (1948-), Thời của thánh thần (Temps des génies invincibles)
- Nguyễn Duy Nhuệ (1948-), poète, dramaturge, romancier
- Nguyễn Đức Mậu (en) (1948-), poète
- Lưu Quang Vũ (en) (1948-1988), dramaturge et poète
- Lâm Thị Mỹ Dạ (en) (1949-), poète
- Lê Minh Khuê (1949-)[1], Au loin des étoiles (1972 ?)

## 1950
- Trinh T. Minh Ha (1952-), écrivaine, théoricienne
- Bảo Ninh (1952-), écrivain, romancier, nouvelliste et essayiste
- Trịnh Bửu Hoài (en) (1952-), poète
- Hoàng Quang Thuận (d) (1953-), poète
- Nguyễn Thị Minh Ngọc (1953-), dramaturge (70 pièces), Nằm ngoài sự Thật (En dehors de la vérité)
- Mai Văn Phấn (en) (1955-), poète
- Nguyễn Quang Lập (1956-), Những mảnh đời den trắng (1989, Fragments de vie en noir et blanc), Ký ức vụn (Souvenirs en miettes)
- Nguyễn Nhật Ánh (en) (1955-), romancier (pour adultes et adolescents), poète
- Nguyễn Quốc Chánh (en) (1958-), poète
- Phạm Xuân Nguyên (en) (1958-), écrivain et traducteur
- Nguyễn Quốc Chánh (en) (1958-), poète
- Nguyen Do (en) (1959-, USA), poétesse, éditrice et traductrice

## 1960
- Phạm Thị Hoài (1960-), Thiên Sứ (1988, La messagère de cristal, 1991), Thực đơn chủ nhật (Menu de Dimanche, 1997)
- Hồ Anh Thái (1960-), Người đàn bà trên đảo (L'île aux femmes), Trong sương hồng hiẹn ra (1990, Derrière le brouillard rouge, Đức Phật, nàng Savitri và tôi (2007, Le Bouddha, dame Savitri et moi)
- Linda Lê (1963-, France), romancière, d'expression française
- Nguyễn Bình Phương (1965-), Vào cõi (Entrer dans une région, 1991), Những đứa trẻ chết già (Les enfants qui meurent vieux, 1994), Người đi vắng (Celui qui marche calmement, 1999), Trí nhớ suy tàn (La mémoire en déclin, 2000), Mình và họ (Moi et eux, 2014)
- Phan Nhiên Hạo (en) (1967-, USA), poète et traducteur
- Hoa Nguyen (en) (1967-, USA), poétesse
- Kim Thúy (1968-, Canada/Québec), écrivaine, traductrice, interprète, etc.

## 1970
- Nguyễn Ngọc Tư (en) (1976-), romancière et nouvelliste, Ngọn đèn không tắt (2000, La lumière qui ne s’éteint pas), Cánh đồng bất tận (2006, Les champs infinis), Cánh đồng bất tận (2014, Immense comme la mer)
- Phạm Đoan Trang (1978-), journaliste, blogueuse (Journal de la loi), cofondatrice des Éditions Nha xuat ban Tu Do (maison d'édition libérale)
- Groupe Mở miệng, quatre membres fondateurs : Bùi Chát, Lý Đợi, Nguyên Quán et Khúc Duy

## sans dates
- Huu Thinh
- Nguyen Kien
- Phu Tram
- Le Van Thao
- Tran Van Tuan
- Cao Duy Son
- Nguyen Chi Trung
- Nguyen Danh Lam, À contre-courant (2014)
- Thai Ba Loi
- Thanh Thao
- Tran Mai Nanh
- Trung Trung Dinh
- Do Chu
- Bang Viet
- Đặng Thân (en) (1975 ?), romancier, essayiste et poète, en vietnamien et en anglais